# Reglamento electrotécnico para baja tensión (España)
El Reglamento electrotécnico para baja tensión de España (también conocido por sus siglas REBT) tiene por objeto establecer el marco de las condiciones técnicas y garantías que deben reunir las instalaciones eléctricas conectadas a una fuente de suministro en los límites de baja tensión, con la finalidad de preservar la seguridad de las personas y los bienes, asegurar el normal funcionamiento de dichas instalaciones y prevenir las perturbaciones en otras instalaciones y servicios, y contribuir a la fiabilidad técnica y a la eficiencia económica de las instalaciones. Las instrucciones técnicas complementarias desarrollan aspectos específicos del mismo.
Según este reglamento en España se considera baja tensión aquella que es menor o igual a 1000 voltios en corriente alterna o 1500 voltios en caso de corriente continua.

## Marco legal
El Reglamento actual (que sustituye al Reglamento del año 1973) fue aprobado según el Real Decreto 842/2002 del 2 de agosto de 2002 y publicado en el Boletín Oficial del Estado número 224 el 18 de septiembre de 2002. 
El Real Decreto 1053/2014, de 12 de diciembre, aprueba una nueva Instrucción Técnica Complementaria (ITC), la ITC-BT-52: "Instalaciones con fines especiales. Infraestructura para la recarga de vehículos eléctricos", y modifica otras instrucciones técnicas complementarias del REBT. 
La última edición se ha modificado el 10 de abril de 2019. La descarga se puede realizar en la página oficial del BOE.

## Estuctura del reglamento
El nuevo reglamento (de 2002) mantiene la estructura del antiguo (de 1973) y se compone de dos partes. La primera son 29 artículos que atienden a las cuestiones legales y administrativas de las instalaciones. La segunda parte se centra en los aspectos técnicos de las instalaciones recogidos en 52 instrucciones técnicas complementarias (ITC). Las ITC están estructuradas de forma arbórea (salvo las primeras, que son el glosario de términos, las referencias de normas UNE y los requisitos de los instaladores autorizados), siendo el tronco del árbol el origen de la instalación y las ramas cada tipo de receptor susceptible de ser conectado a la misma. Además existen una serie de ITC que dan prescripciones adicionales para usos concretos o locales con características especiales: viviendas, locales de pública concurrencia, locales húmedos y mojados, etc.
Con respecto al REBT-73, el reglamento actual corrige las siguientes deficiencias:
- Recoge la gestión administrativa y competencias de las autonomías (entidades que no existían en el año 1973).
- Se fusionan en un único documento todas las normas de obligado cumplimiento de las instalaciones de BT. Anteriormente existía el REBT-73 y la norma UNE-EN 20460 "Instalaciones eléctricas en edificios", ambas de obligado cumplimiento al ser esta última una norma armonizada y por tanto obligatoria para los Estados miembros de la Unión Europea.
- Se actualiza el contenido del Reglamento debido al progreso tecnológico en cuanto a instalaciones y sobre todo al aumento de los niveles de electrificación de los hogares.
- Para mantener actualizado el REBT-2002, en el mismo se hace referencia constante a normas UNE que son objeto de constante revisión, y si estas se renuevan son automáticamente de obligado cumplimiento. Se introduce además el concepto de "seguridad equivalente" para aquellos casos que no vienen contemplados en las normas o en el propio REBT.
- Un error frecuente es continuar aplicando la norma UNE 20460-5-5, de 23 de noviembre de 1994, en lugar de la versión de esta misma norma UNE pero de 2004. El error es que se sigue editanto el REBT 2002 con la tabla de la norma UNE de 1994. El REBT hace referencia a esta UNE al utilizar esta tabla en su ITC-BT-19.[4]

## Sanciones
Las infracciones a lo dispuesto en el reglamento se clasificarán y sancionarán de acuerdo con lo dispuesto en el Título V de la Ley de Industria (Ley 21/1992, de Industria).

## Lista de Instrucciones Técnicas Complementarias (ITC)
El Reglamento electrotécnico para baja tensión contiene las siguientes Instrucciones Técnicas Complementarias (ITC): 
| Instrucción técnica complementaria | Título |
| ---------------------------------- | --- |
| ITC-BT-01                          | Terminología |
| ITC-BT-02                          | Normas de referencia en el Reglamento electrotécnico de baja tensión                                                            |
| ITC-BT-03                          | Empresas instaladoras en baja tensión                                                                                           |
| ITC-BT-04                          | Documentación y puesta en servicio de las instalaciones                                                                         |
| ITC-BT-05                          | Verificaciones e inspecciones                                                                                                   |
| ITC-BT-06                          | Redes aéreas para distribución en baja tensión                                                                                  |
| ITC-BT-07                          | Redes subterráneas para distribución en baja tensión                                                                            |
| ITC-BT-08                          | Sistemas de conexión del neutro y de las masas en redes de distribución de energía eléctrica                                    |
| ITC-BT-09                          | Instalaciones de alumbrado exterior                                                                                             |
| ITC-BT-10                          | Previsión de cargas para suministros en baja tensión                                                                            |
| ITC-BT-11                          | Redes de distribución de energía eléctrica. Acometidas                                                                          |
| ITC-BT-12                          | Instalaciones de enlace. Esquemas                                                                                               |
| ITC-BT-13                          | Instalaciones de enlace. Cajas generales de protección                                                                          |
| ITC-BT-14                          | Instalaciones de enlace. Línea general de alimentación                                                                          |
| ITC-BT-15                          | Instalaciones de enlace. Derivaciones individuales                                                                              |
| ITC-BT-16                          | Instalaciones de enlace. Contadores: ubicación y sistemas de instalación                                                        |
| ITC-BT-17                          | Instalaciones de enlace. Dispositivos generales e individuales de mando y protección. Interruptor de control de potencia        |
| ITC-BT-18                          | Instalaciones de puesta a tierra                                                                                                |
| ITC-BT-19                          | Instalaciones interiores o receptoras. Prescripciones generales                                                                 |
| ITC-BT-20                          | Instalaciones interiores o receptoras. Sistemas de instalación                                                                  |
| ITC-BT-21                          | Instalaciones interiores o receptoras. Tubos y canales protectoras                                                              |
| ITC-BT-22                          | Instalaciones interiores o receptoras. Protección contra sobreintensidades                                                      |
| ITC-BT-23                          | Instalaciones interiores o receptoras. Protección contra sobretensiones                                                         |
| ITC-BT-24                          | Instalaciones interiores o receptoras. Protección contra los contactos directos e indirectos                                    |
| ITC-BT-25                          | Instalaciones interiores en viviendas. Número de circuitos y características                                                    |
| ITC-BT-26                          | Instalaciones interiores en viviendas. Prescripciones generales de instalación                                                  |
| ITC-BT-27                          | Instalaciones interiores en viviendas. Locales que contienen una bañera o ducha                                                 |
| ITC-BT-28                          | Instalaciones en locales de pública concurrencia                                                                                |
| ITC-BT-29                          | Prescripciones particulares para las instalaciones eléctricas de los locales con riesgo de incendio o explosión                 |
| ITC-BT-30                          | Instalaciones en locales de características especiales                                                                          |
| ITC-BT-31                          | Instalaciones con fines especiales. Piscinas y fuentes                                                                          |
| ITC-BT-32                          | Instalaciones con fines especiales. Máquinas de elevación y transporte                                                          |
| ITC-BT-33                          | Instalaciones con fines especiales. Instalaciones provisionales y temporales de obras                                           |
| ITC-BT-34                          | Instalaciones con fines especiales. Ferias y stands                                                                             |
| ITC-BT-35                          | Instalaciones con fines especiales. Establecimientos agrícolas y hortícolas                                                     |
| ITC-BT-36                          | Instalaciones a muy baja tensión                                                                                                |
| ITC-BT-37                          | Instalaciones a tensiones especiales                                                                                            |
| ITC-BT-38                          | Instalaciones con fines especiales. Requisitos particulares para la instalación eléctrica en quirófanos y salas de intervención |
| ITC-BT-39                          | Instalaciones con fines especiales. Cercas eléctricas para ganado                                                               |
| ITC-BT-40                          | Instalaciones generadoras de baja tensión                                                                                       |
| ITC-BT-41                          | Instalaciones eléctricas en caravanas y parques de caravanas                                                                    |
| ITC-BT-42                          | Instalaciones eléctricas en puertos y marinas para barcos de recreo                                                             |
| ITC-BT-43                          | Instalación de receptores. Prescripciones generales                                                                             |
| ITC-BT-44                          | Instalación de receptores. Receptores para alumbrado                                                                            |
| ITC-BT-45                          | Instalación de receptores. Aparatos de caldeo                                                                                   |
| ITC-BT-46                          | Instalación de receptores. Cables y folios radiantes en viviendas                                                               |
| ITC-BT-47                          | Instalación de receptores. Motores                                                                                              |
| ITC-BT-48                          | Instalación de receptores. Transformadores y autotransformadores. Reactancias y rectificadores. Condensadores                   |
| ITC-BT-49                          | Instalaciones eléctricas en muebles                                                                                             |
| ITC-BT-50                          | Instalaciones eléctricas en locales que contienen radiadores para saunas                                                        |
| ITC-BT-51                          | Instalaciones de sistemas de automatización, gestión técnica de la energía y seguridad para viviendas y edificios               |
| ITC-BT-52                          | Instalaciones con fines especiales. Infraestructura para la recarga de vehículos eléctricos                                     |

## Protección eléctrica
La protección eléctrica es un aparato útil para proteger las instalaciones eléctricas cuando el funcionamiento habitual ha sido alterado o presenta fallas en la conexión, encargándose de descontinuar la energía en dichas circunstancias anormales del funcionamiento de las instalaciones. Los dispositivos pueden clasificarse según su función de protección, como contra la sobrecarga, cortocircuito, fallas de aislamiento, contactos indirectos, sobretensión, baja tensión o infratensión y descargas de alto voltaje. También se diferencian, según la tecnología de fabricación en [electromecánicos, electromagnéticos, electrónicos y fungibles (que se consumen en su uso).

## Infraestructura para la recarga de vehículos eléctricos
El Real Decreto 1053/2014, de 12 de diciembre, aprueba una nueva Instrucción Técnica Complementaria (ITC) BT 52 "Instalaciones con fines especiales. Infraestructura para la recarga de vehículos eléctricos", del Reglamento electrotécnico para baja tensión.
En edificios o estacionamientos de nueva construcción deberá incluirse la instalación eléctrica específica para la recarga de los vehículos eléctricos, ejecutada de acuerdo con lo establecido en la referida (ITC) BT-52, con las siguientes dotaciones mínimas:
- En aparcamientos o estacionamientos colectivos en edificios de régimen de propiedad horizontal, se deberá ejecutar una conducción principal por zonas comunitarias (mediante tubos, canales, bandejas, etc.), de modo que se posibilite la realización de derivaciones hasta las estaciones de recarga ubicada en las plazas de aparcamiento. de flotas privadas, cooperativas o de empresa, o los de oficinas, para su propio personal o asociados, o depósitos municipales de vehículos, las instalaciones necesarias para suministrar a una estación de recarga por cada 40 plazas.
- En aparcamientos o estacionamientos públicos permanentes, las instalaciones necesarias para suministrar a una estación de recarga por cada 40 plazas.

En la vía pública, deberán efectuarse las instalaciones necesarias para dar suministro a las estaciones de recarga ubicadas en las plazas destinadas a vehículos eléctricos que estén previstas en el Planes de Movilidad Sostenible supramunicipales o municipales.
Seguridad industrial del Ministerio de Industria, Energía y Turismo elaborará y mantendrá actualizada una Guía técnica, de carácter no vinculante, para la aplicación práctica de la ITC.
Hay diversa normativa técnica que suele aplicarse a la infraestructura de recarga: 
- UNE 0048: Infraestructura para la recarga de vehículos eléctricos. Sistema de protección de la línea general de alimentación (SPL).Su finalidad es proteger, de acuerdo con el REBT, la línea general de alimentación contra sobrecargas.
- UNE 62196 Bases, clavijas, acopladores de vehículo y entradas de vehículo. Carga Conductiva de vehículos eléctricos:
  - UNE 62196-1 'Bases, clavijas, acopladores de vehículo y entradas de vehículo. Carga Conductiva de vehículos eléctricos. Parte 1: Carga de vehículos eléctricos hasta 250 A en corriente alterna y 400 A en corriente continua.
  - UNE 62196-2 Bases, clavijas, acopladores de vehículo y entradas de vehículo. Carga Conductiva de vehículos eléctricos. Parte 2: Compatibilidad dimensional y requisitos de intercambiabilidad para los accesorios de espigas y alvéolos en corriente alterna.
- UNE 61851 Sistema Conductivo de carga para vehículos eléctricos:
  - UNE 61851 1 'Sistema Conductivo de carga para vehículos eléctricos. Parte 1: Requisitos generales'. Diciembre 2002.
  - UNE 61851-21 'Sistema Conductivo de carga para vehículos eléctricos. Parte 21: Requisitos del vehículo eléctrico para conexión conductora en c.a./c.c.'. Diciembre 2002.
  - UNE 61851-22 'Sistema Conductivo de carga para vehículos eléctricos. Parte 22: estación de carga en c.a. para vehículos eléctricos'. Diciembre 2002.
- UNE 20324/1M:2000 'Grados de protección proporcionados por las envolventes (Código IP).
- UNE-EN 61000 'Compatibilidad electromagnética (CEM)' de aplicación.

## Inspección eléctrica
Serán objeto de Inspección aquellas instalaciones que hayan requerido proyecto. Las inspecciones se llevarán a cabo por parte de un Organismo de Control Autorizado (OCA).
Los Organismos de Control Autorizado (OCA) están establecidos en el artículo 15.1 de la Ley de Industria y son aquellas personas físicas o jurídicas que teniendo capacidad de obrar y disponiendo de los medios técnicos, materiales y humanos e imparcialidad e independencia necesarias, pueden verificar el cumplimiento de las condiciones y requisitos de seguridad establecidos en los reglamentos de seguridad para los productos e instalaciones.  A efectos del cumplimiento de los requisitos de competencia técnica, imparcialidad e independencia, el organismo de control deberá cumplir lo establecido en la norma ISO 17000 que le sea de aplicación y obtener la correspondiente acreditación de previa por una entidad nacional de acreditación.
Los OCAs establecen un plazo, normalmente máximo de seis meses, para que corrijan las anomalías.
Si transcurridos los seis meses no se han subsanado, este Organismo emite un acta negativa y se inicia un expediente administrativo en el que se requiere a la comunidad de propietarios que repare la instalación, pudiendo finalmente ser sancionada por la Ley de Industria con multas de hasta 90.000 euros, ya que el incumpliendo de las prescripciones de seguridad y la inadecuada conservación y mantenimiento de las instalaciones puede suponer un peligro para las personas y los bienes.
Las inspecciones podrán ser iniciales (antes de la puesta en servicio de las instalaciones) y periódicas.

### Inspecciones iniciales
Serán objeto de inspección, una vez ejecutadas las instalaciones, sus ampliaciones o modificaciones de importancia y previamente a ser documentadas ante el Órgano competente de la comunidad autónoma, las siguientes instalaciones:
- Instalaciones industriales que precisen proyecto, con una potencia instalada superior a 100 kW;
- Locales de Pública Concurrencia;
- Locales con riesgo de incendio o explosión, de clase I, excepto garajes de menos de 25 plazas;
- Locales mojados con potencia instalada superior a 25 kW;
- Piscinas con potencia instalada superior a 10 kW;
- Quirófanos y salas de intervención;
- Instalaciones de alumbrado exterior con potencia instalada superior 5 kW.

### Inspecciones periódicas
Serán objeto de inspecciones periódicas, cada 5 años, todas las instalaciones eléctricas en baja tensión que precisaron inspección inicial y cada 10 años, las comunes de edificios de viviendas de potencia total instalada superior a 100 kW. o a partir de 24 suministros.
La Comunidad de Madrid, el día 8 de abril de 2019 (B.O.C.M Num 83 pag 12), amplía las inspecciones periódicas en edificios de viviendas a más de 16 suministros.

## Boletín o CIE
Finalizadas las obras y realizadas las verificaciones e inspección inicial, la empresa instaladora deberá emitir un Certificado de Instalación Eléctrica (CIE), también conocido como boletín.